# Windische Höhe
Die Windische Höhe (slowenisch: Ovršje) ist eine Passhöhe auf 1110 m ü. A., die an der Grenze zwischen den Gemeinden St. Stefan und Paternion in Kärnten liegt.
Hier treffen die Bezirke Villach-Land und Hermagor zusammen, wodurch der Ort, obwohl er nur aus drei Häusern und einer Kirche besteht, auf zwei Bezirke aufgeteilt ist. Bekannt ist die Windische Höhe auch durch ihre Lage an der Straßenverbindung vom Gailtal ins Drautal (Sankt Stefan im Gailtal – Feistritz an der Drau). Der Pass wird auch gerne als Ausflugsziel genutzt; von hier aus ist in zwei bis drei Stunden der Gipfel des Tschekelnock (1892 m) erreichbar. Der Pass wird auch vom Gailtaler Höhenweg (GHW) und dem Julius Kugy Alpine Trail überquert.
Die deutschsprachige Bezeichnung bezieht sich auf die bis ins 20. Jahrhundert existierende Sprachgrenze zwischen dem  deutschsprachigen Unteren Drautal und dem heute noch teilweise slowenischsprachigen Unteren Gailtal (vgl. windisch), während die historische autochthone slowenische Bezeichnung (Ovršje) diesen Aspekt nicht wiedergibt bzw. nur auf den Anhöhencharakter (vrh = Anhöhe) Bezug nimmt.